# Fatost

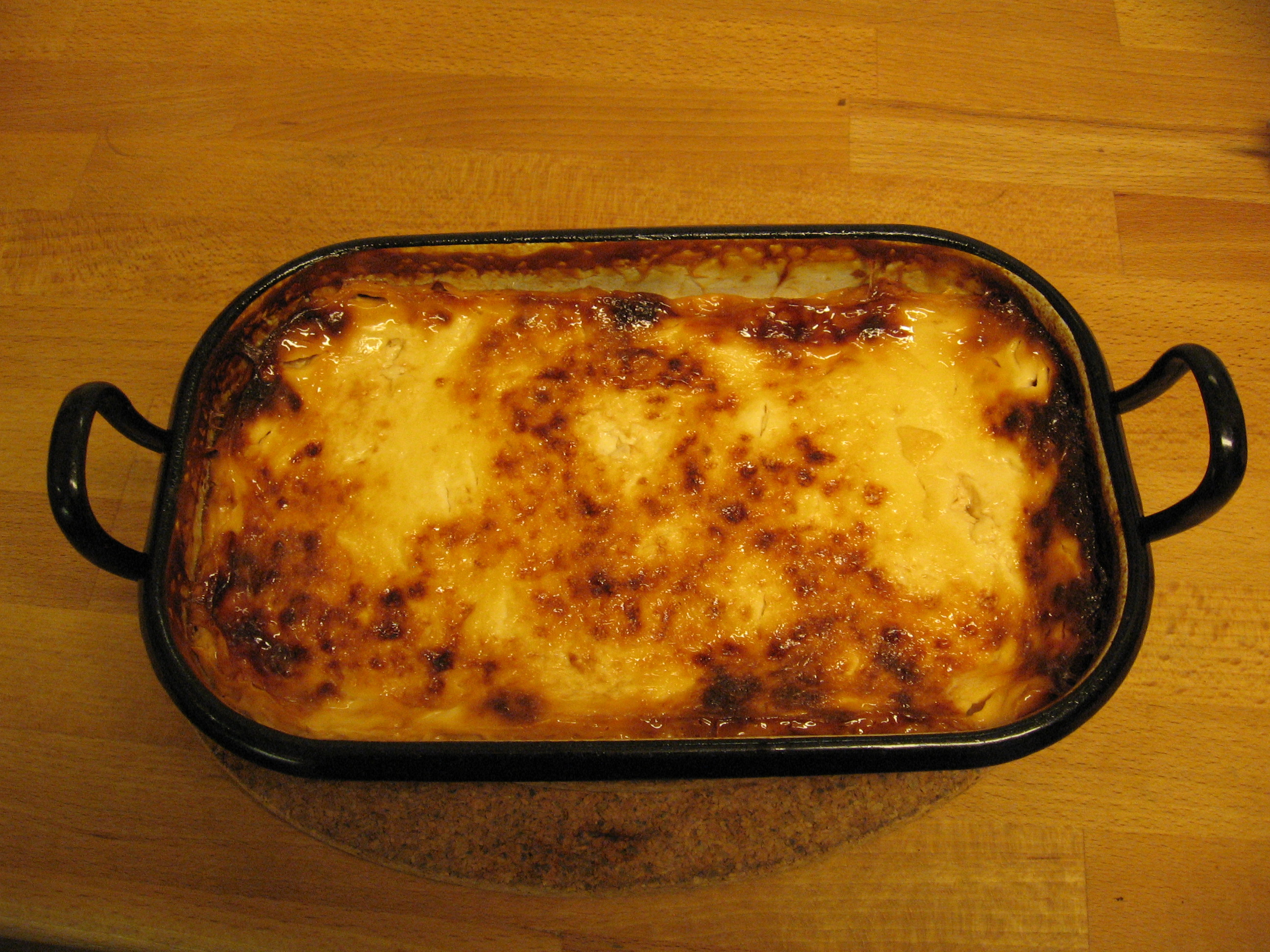
Fatost.

El fatost es una especialidad culinaria del norte de Suecia, consumida habitualmente en Navidad. La receta cambia, pero suele consistir en leche, cuajo, almíbar, azúcar, harina de trigo y huevos. También es frecuente añadirle canela y cardamomo.